# Otto Office
Die Otto Office GmbH & Co KG (Eigenschreibung: OTTO Office) hat sich auf den Versandhandel mit Bürobedarf, Kommunikationstechnik und Büromöbeln spezialisiert. Otto Office gehört zu den größten Business-to-Business-Distanzhändlern für Büromaterial in Deutschland.
Otto Office und sein Tochterunternehmen in Belgien bieten etwa 35.000 Artikel im Katalog und im Online-Shop an. Die Hauptzielgruppe sind kleine- bis mittelständische Unternehmen. Insgesamt sind etwa 400 Mitarbeiter in 2 Ländern beschäftigt. Der Hauptsitz von Otto Office befindet sich in Hamburg.

## Geschichte
1994 wurde innerhalb der Otto Group das Geschäftsfeld Bürobedarf mit der Spezialisierung auf Geschäftskunden gegründet. Daraus entwickelte sich 1997 das Unternehmen Otto Büro+Technik. Dieses startete mit eigener Logistik und Kundenbetreuung auf dem deutschen Markt.
Im Jahr 1999 entschloss sich das Unternehmen zur Bildung eines Joint-Ventures mit JM Bruneau, dem marktführenden Versandhändler von Bürobedarf in Frankreich. Im Jahr 2000 fand der Markteintritt in Frankreich statt, außerdem war dieses Jahr der Startschuss für den Online-Shop. 2001 wurde Otto Büro+Technik in Otto Office umbenannt.
In den folgenden Jahren folgte der Markteintritt in Tschechien (2004), Slowakei (2005) und Belgien (2007). Im Jahr 2012 hat sich Otto Office aus Tschechien und der Slowakei zurückgezogen.
Im Juli 2015 wurde Otto Office vom damaligen Mitbewerber Printus übernommen.